# Al-Mukhtar ibn Abi-Ubayd ath-Thaqafí
Abu-Ishaq al-Mukhtar ibn Abi-Ubayd ibn Massud ath-Thaqafí (àrab: أَبُو إِسْحَاق المُخْتَارُ بْنُ أَبِي عُبَيدِ بْنِ مَسْعُودِ الثَقَفِيّ, Abū Isḥāq al-Muẖtār b. Abī ʿUbayd b. Masʿūd aṯ-Ṯaqafī) (Taïf, c. 622 - Kufa, 3 d'abril de 687) fou un revolucionari proàlida que durant la Segona fitna va dominar Kufa del 685 al 687 nominalment en nom de Muhàmmad ibn al-Hanafiyya, fill d'Alí ibn Abi-Tàlib.
Pertanyia a un clan dels Ahlaf Thaqif. El seu pare va morir en la batalla del Pont el 634 i fou criat pel seu oncle Sad ibn Massud, que fou governador de Madain durant el califat d'Alí. Mort Ali i havent entrat Muàwiya I a Kufa (660/661), al-Mukhtar hauria suggerit al seu oncle sotmetre's al nou califa i entregar al-Hàssan, el fill d'Alí que havia estat ferit prop de Madain i s'havia refugiat a una de les cases del governador, per garantir la pròpia seguretat. La seva oposició als omeies es va manifestar al refusar testimoniar en favor del governador Ziyad ibn Abi-Sufyan (670-673) contra Hujr ibn Adí al-Kindí, que havia participat en algunes conspiracions alides. També va tenir algun paper en la revolta de Muslim ibn Akil a Kufa el 680, al que hauria acollit a casa seva, però no va participar en la revolta per estar absent i es va sotmetre dòcilment a les autoritats omeies. Tot i no participar, al-Mukhtar fou empresonat i va quedar ferit en un ull d'un cop que li va infligir el governador Ubayd-Al·lah ibn Ziyad (673-679 i 680-683). Després de la mort d'al-Hussayn a la batalla de Karbala fou alliberat (10 d'octubre del 680) per intercessió del seu cunyat Abd-Al·lah ibn Úmar.
Llavors se'n va anar a l'Hijaz on Abd-Al·lah ibn az-Zubayr va proclamar la seva oposició als omeies públicament. Al-Mukhtar li va oferir els seus serveis a canvi d'una alta posició però Abd-Al·lah no ho va acceptar. Al-Mukhtar va sortir de la Meca i se'n va anar a Taif, però després va retornar i va participar en el costat d'Ibn az-Zubayr a la defensa de la Meca contra l'exèrcit omeia manat per al-Hussayn ibn Numayr, destacant en la lluita. Després va tornar a Kufa. sembla que va aprofitar el seu servei a la Meca per fer creure que servia a Ibn az-Zubayr i arrossegar més seguidors. En aquest moment a Kufa desenvolupaven activitats els Tawwabun (maig del 684), que estaven dirigits per Sulayman ibn Surad i Abu-Míkhnaf, representat el partit alida. Al-Mukhtar va intentar agafar el lideratge dels alides en lloc d'Ibn Surat, pretenent haver estat enviat per l'imam o mahdí, però va tenir un èxit limitat. Els governadors locals eren Abd-Al·lah ibn Yazid al-Khatmí i Ibrahim ibn Muhàmmad ibn Talha, que havien estat nomenats per Ibn az-Zubayr. No obstant els ashraf (cavallers/notables) veien en al-Mukhtar un perill més greu que els Tawwabun i el van denunciar als dos governadors, sent arrestat i empresonat, tot i que Abd-Al·lah ibn Yazid al-Khatmí tenia amb ell una bona relació. Altre cop el seu cunyat Abd-Al·lah ibn Umar hauria gestionat el seu alliberament.
Mentre els Tawwabun van ser derrotats i expulsats de la ciutat cap a Ayn al-Warda, però després van retornar (vers la primavera del 685) i al-Mukhtar hauria contactat amb ells i hauria aconseguit el seu suport. Ibn az-Zubayr va nomenar nou governador (ara únic) de Kufa a Abd-Al·lah ibn Muti que va arribar el maig del 685. Molts notables tribals s'oposaven al nou governador i el suport a al-Mukhtar va augmentar. Els ashraf el van denunciar altre cop però encara que Ibn Muti va planejar arrestar-lo, al-Mukhtar ho va evitar fingint una greu malaltia.
Obertament va començar a proclamar-se agent de Muhàmmad ibn al-Hanafiyya, però molts seguidors no s'ho creien i alguns van anar a veure a Muhàmmad per saber si era cert. Muhàmmad fou ambigu amb relació a al-Mukhtar, del que desconfiava però al que no volia apartar, i va donar una resposta que va convèncer els emissaris que realment era veritat. Al-Mukhtar va quedar alleujat amb la resposta però va invocar també com a guia al llibre de Déu i a la Sunna del Profeta, i va cridar a la venjança d'al-Hussayn ibn Ali ibn Abi-Tàlib i altres alides assassinats. Finalment va aconseguir el suport del cap dels Hamdan, Ibrahim ibn al-Ashtar al-Nakhai, segurament enganyat per una suposada carta de Muhàmmad ibn al-Hanafiyya que hauria escrit realment el mateix al-Mukhtar.
La revolta es va preveure per l'agost següent però finalment es va posposar fins al 19 d'octubre, però de fet es va iniciar un dia abans a causa d'un incident en què Ibn al-Ashtar va matar el cap de la shurta (policia) d'Ibn Muti, de nom Iyias ibn Mudarib. El crit de guerra fou: "Ya Mansur amit" i "Venjança per al-Hussayn". La direcció militar dels rebels va ser cosa d'Ibn al-Ashtar, i la de les forces lleials al governador estaven manades pel tamimita Shabath ibn Ribi i el bakrita Rashid ibn Iyas (i alguns altres menys destacats). Després d'uns dies de combats als carrers els partidaris del governador es van haver de refugiar al castell on van ser assetjats tres dies; el governador llavors va fugir i Shabath i alguns altres caps van aconseguir un salva conducte a canvi de la rendició. L'endemà al-Mukhtar va rebre el jurament dels ashraf i altres grups. Al-Mukhtar va nomenar llavors governadors als territoris que depenien de Kufa: Armènia, l'Azerbaidjan, Mossul, Madain, Bihkubadh i Hulwan. L'anterior governador de Mossul per Ibn az-Zubayr, que era Muhàmmad ibn al-Àixath al-Kindí, va fugir a Takrit per acabar finalment anant a Kufa on es va sotmetre a al-Mukhtar. Bàssora i el seu territori va restar sota domini dels zubàyrides tot i un intent de revolta d'un seguidor d'al-Mukhtar per agafar el control de la ciutat. El comandament de la xurta va passar a un àrab de la tribu Hamdan, però al-Mukhtar va tenir una guàrdia personal (haras) formada per mawalis (conversos estrangers) manats per una mawla de nom Kaysan Abu Amra.
Aviat els àixraf, que li eren hostils (la majoria havien estat partidaris d'Ibn Muti), van fer córrer el rumor d'una derrota del seu exèrcit a Mesopotàmia, aprofitant que s'acostava un exèrcit sirià manat per Ubayd-Al·lah ibn Ziyad, i es van revoltar manats per al-Àixath ibn Ribi i Muhàmmad ibn al-Àixath al-Kindí. Com que l'exèrcit manat per Ibn al-Ashtar havia sortit en campanya cap al nord, al-Mukhtar va haver de pactar amb els rebels, però quan Ibn al-Ashtar va tornar, els va esclafar en un combat a la Djabbanat al-Sabi el 21 o 22 de juliol del 686. Els caps vençuts van poder fugir a Bàssora sota protecció de Mússab ibn az-Zubayr.
Després d'aquesta victòria va seguir una purga; alguns homes acusats de participar en la mort a Karbala d'al-Hussayn o la seva família, van ser executats, entre els quals Imar ibn Sad ibn Abi-Wakkàs, que tenia un salva conducte escrit de al-Mukhtar. Aquest va enviar els caps d'alguns executats a Muhàmmad ibn al-Hanafiyya, però aquest va restar distant del cap rebel que es proclamava el seu wazir i el seu amin. Abd-Al·lah ibn az-Zubayr va fer empresonar a Ibn al-Hanafiyya junt amb altres (com Abd-Al·lah ibn al-Abbàs) sent portat finalment a la Meca prop dels pous de Zamzam, i va haver de cridar en ajut a al-Mukhtar el qual va enviar un exèrcit a l'Hedjaz (els Khashabiyya) que el van salvar al darrer moment, però van evitar enfrontaments amb les forces d'Ibn az-Zubayr per ordes expresses d'al-Mukhtar. Ibn al-Hanafiyya això no obstant, no els va seguir a Kufa i es va retirar a Taif.
El cap militar Ibn al-Ashtar fou enviat al nord a l'encontre de l'exèrcit sirià omeia que havia avançat cap a Kufa i ara s'acostava. La batalla entre les dues forces es va lliurar a la riba del Khazir, prop de Mossul, i l'exèrcit omeia d'Ubayd-Al·lah ibn Ziyad fou derrotat. Ubayd-Al·lah al que la tradició presentava com el responsable de la mort d'al-Hussayn a Karbala, va morir junt amb altres caps el dia de la batalla, 6 d'agost del 686, just el dia de l'aniversari de la batalla de Karbala. Aquest fou el punt de màxim poder d'al-Mukhtar; després es va enfonsar amb rapidesa.
Musab ibn az-Zubayr va enviar els ashraf i tropes de Bàssora a atacar Kufa aprofitant l'absència d'Ibn al-Ashtar (que s'havia quedat a Mossul després de la batalla). Les tropes bassorianes estaven manades per al-Muhàl·lab ibn Abi-Sufra, origen de la família muhal·làbida, que ja havia destacat contra els kharigites. Al-Muhàl·lab va derrotar les forces d'al-Mukhtar a al-Madhar a la vora del Tigris, a finals d'estiu (setembre) del 686; va seguir avançant i va obtenir una nova victòria a Harura on les forces d'al-Mukhtar van quedar quasi aniquilades. Al-Muhàl·lab va entrar a Kufa i al-Mukhtar es va refugiar a la ciutadella on va quedar assetjat durant mesos. Al-Muhàl·lab fou nomenat governador de Mossul i la Djazira (amb autoritat a Armènia i Azerbaidjan) i fou encarregat de protegir l'Iraq dels omeies i de liquidar les restes del grup Khashabiyya que es mantenia a Nisibe. Progressivament al-Mukhtar fou abandonat pels seus partidaris, i finalment va fer una sortida desesperada amb un grup de lleials i va morir en el combat. Generalment s'admet que la seva mort es va produir el 3 d'abril del 687, però no és l'única data que les fonts esmenten.
El moviment fou un embrió del moviment haiximí, pel fill d'Ibn al-Hanafiyya de nom Abu-Hàixim, moviment del que es van originar els abbàssides.